# Антоније Димски
Антоније Димски (око 1206, Новгород — 24. јун 1273, манастир Антоније-Димски) — православни светитељ (преподобни), монах, оснивач манастира Антоније-Димски.

## Биографија
Одрастао у побожној породици, Антоније је рано осетио привлачност усамљеничког аскетског живота и замолио је монаха Варлаама, оснивача Новгородског Хутинског манастира, да га прими као једног од својих ученика. Благочестиви старац, видевши у Антонију добре склоности, испунио је његову жељу, и он је као млад монах убрзо надмашио остале у монашким достигнућима. Његова задивљујућа понизност и строго уздржавање стекли су му опште поверење и љубав.
Због црквених потреба послат је у Цариград код патријарха Атанасија. Антонију је требало пет година да доврши ову тешку послушност. Вративши се безбедно из Цариграда, Антоније је убрзо заузео место игумана Хутинског манастира, уместо упокојеног преподобног Варлаама, који је пре своје смрти успео да благослови свог вољеног ученика да постане игуман.
Али Антоније није дуго остао у Хутину. Избегавајући људску славу, тајно је напустио манастир и настанио се у пећини на обали Димског језера, 15 mi (24 km) од касније основаног Тихвина.
Усред Димског језера монах Антоније је открио велики камен чији се врх једва видео из воде. У зависности од нивоа воде у језеру, камен је или отишао под воду или се поново појавио на површини. Антоније је допловио чамцем до камена и молио се сам дуге сате и ноћи, стојећи на овом камену. Преосвећени Антоније је једини светитељ Руске Православне Цркве који је извршио овакав подвиг. Овај камен је опстао до данас и налази се неколико десетина метара од обале (обично сакривен под водом 1994. године, на метар од камена подигнут је дрвени крст).
Убрзо се пронела слава о подвизима новог пустињака, око њега је почело да се окупља много народа, а овде је, уз дозволу великог кнеза Александра Невског 1243. године, на обали Димског језера, монах Антоније основао манастир у част монаха Антонија Великог. У овом манастиру 24. јуна (7. јула) 1273. године мирно се упокојио монах Антоније.
Године 1370. пронађене су његове мошти које су отворено стајале у светилишту у цркви све до најезде Татара на ове крајеве 1409. године, када су их браћа, штитећи их од скрнављења, сакрила у земљу. Од тада се држе у тајности. Манастир је још 1611. године био подвргнут пустошењу и пропасти од стране Швеђана. Од 1794. године манастир који је основао монах Антоније почео је да се зове Манастир Свете Тројице Антоније-Димски.
Године 2001. мошти светог Антонија су по други пут пронађене и пренете у Тихвински Богородични Успенски манастир. 2008. године мошти светог Антонија враћене су у манастир Антоније-Димски.
Спомен светог Антонија одаје се 17. (30.) јануара, 24. јуна (7. јула) у Саборном храму новгородских светаца и у Сабору петербуршких светитеља.